# Івано-Михайлівка
Іва́но-Миха́йлівка — село в Україні, в Губиниській селищній громаді Самарівського району Дніпропетровської області. Населення за переписом 2001 року становить 365 осіб.

## Географія

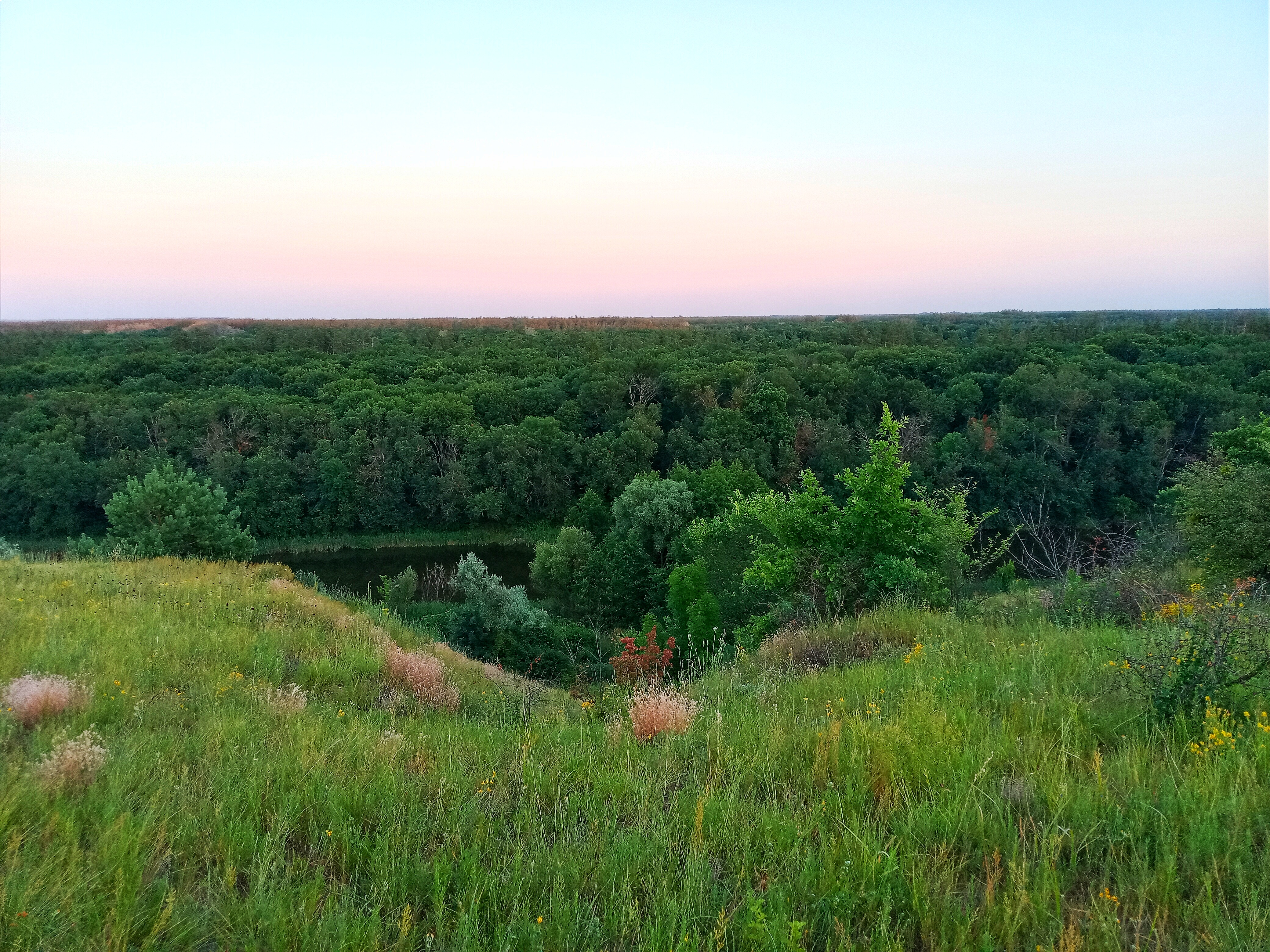
Природа поруч з селом

Село Івано-Михайлівка знаходиться на правому березі річки Самара, вище за течією на відстані 2 км розташоване село Андріївка, нижче за течією на відстані 4,5 км розташоване село Вільне. Селом протікає пересихаюча балка Новопетрівська з загатою. До села примикають лісові масиви (акація, в'яз).

## Пам'ятки
На захід від села розташований ботанічний заказник загальнодержавного значення — «Балка Бандурка», також поблизу знаходиться ентомологічний заказник місцевого значення Новостепанівський та на південно-західній околиці ботанічна пам'ятка природи місцевого значення Столітні дубові насадження.

## Постаті
- Кононенко Павло Трохимович (1900—1971) — український поет та письменник.